# جهاز الإخفاء

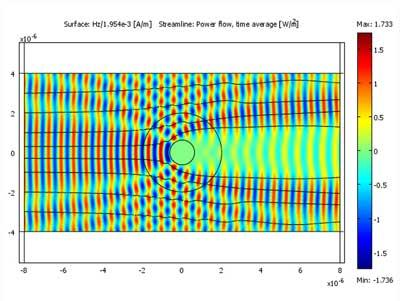
محاكاة لكيفية عمل جهاز الحجب. جهاز الحجب غير نشط: ينعكس الضوء ويمتص بواسطة الكائن ، مما يجعله مرئيًا

جهاز الإخفاء عبارة عن تقنية تخفٍّ افتراضية أو خيالية يمكن أن تتسبب في أن تكون الأشياء مثل سفن الفضاء أو الأفراد غير مرئية جزئيًا أو كليًا على النطاق الكهرومغناطيسي إيه إم. استخدمت أجهزة الإخفاء الخيالية كأجهزة مؤامرة في وسائط مختلفة لسنوات عديدة.
تُظهر التطورات في البحث العلمي أن أجهزة إخفاء الهوية في العالم الحقيقي يمكن أن تحجب الأشياء من طول موجي واحد على الأقل لانبعاثات إيه إم. استخدم العلماء بالفعل مواد اصطناعية تسمى المواد الخارقة لثني الضوء حول جسم ما. ومع ذلك، على كامل الطيف، يتشتت الجسم المغطى بأكثر من كائن غير مغطى.

## الأصول المفاهيمية
كاتب السيناريو ستار تريك بول شنايدر (بالإنجليزية: Star Trek Paul Schneider)، استوحى جزئيًا من فيلم عام 1958 اركض بصمت، اركض عميقًا وجزئيًا العدو أدناه الذي أصدر عام 1957، تخيل التخفي كنظير للسفر عبر الفضاء لغواصة غـُمرت عام 1966 في حلقة ميزن الرعب، حيث قدم أنواع رومولان (بالإنجليزية: Romulan) (وتوقع بالمثل، في نفس الحلقة، أن الخفاء، «الانحناء الانتقائي للضوء» كما هو موضح أعلاه، ستكون له متطلبات طاقة هائلة.) ابتكر كاتب سيناريو آخر دي سي فونتانا مصطلح جهاز الإخفاء لحلقة حادثة المؤسسة لعام 1968 والذي أظهر أيضًا رومولان.

## التجريب العلمي
قد يكون جهاز الإخفاء التشغيلي غير الخيالي امتدادًا للتقنيات الأساسية التي تستخدمها الطائرات الشبحية، مثل الطلاء الداكن الممتص للرادار، والتمويه البصري، وتبريد السطح الخارجي لتقليل الانبعاثات الكهرومغناطيسية (عادةً الأشعة تحت الحمراء)، أو تقنيات أخرى لتقليل انبعاثات كهرومغناطيسية أخرى، ولتقليل انبعاثات الجسيمات من الجسم. يساعد استخدام أجهزة معينة للتشويش وتشويش أجهزة الاستشعار عن بعد بشكل كبير في هذه العملية، ولكن يُشار إليها بشكل أكثر ملائمة باسم التمويه النشط. بدلاً من ذلك، توفر المواد الخارقة الإمكانية النظرية لجعل الإشعاع المغناطيسي يمر بحرية حول الجسم المغطى.

### بحوث المواد الخارقة
ظهرت المواد الفوقية البصرية في العديد من المقترحات لمخططات الاختفاء. تشير المواد الفوقية إلى المواد التي تدين بخصائصها الانكسارية إلى طريق تركيبها، بدلاً من المواد التي تتكون منها. باستخدام بصريات التحويل، من الممكن تصميم المعلمات الضوئية لـ عباءة بحيث يوجه الضوء حول منطقة معينة، مما يجعله غير مرئي على نطاق معين من الأطوال الموجية.
لا تتوافق هذه المعامل الضوئية المتغيرة مكانيًا مع أي مادة طبيعية، ولكن يمكن تنفيذها باستخدام المواد الخارقة. هناك العديد من نظريات إخفاء الهوية التي تؤدي إلى ظهور أنواع مختلفة من الإخفاء. في عام 2014، أظهر العلماء أداء إخفاء جيدًا في المياه العكرة، مما دل على أن الجسم المغطى بالضباب يمكن أن يختفي تماماً عند تغطيته بشكل مناسب بمادة خارقة. ويرجع ذلك إلى التشتت العشوائي للضوء، مثل ما يحدث في السحب، والضباب، والحليب، والزجاج المصنفر، وما إلى ذلك، جنباً إلى جنب مع خصائص طلي لمادة الخارقة عندما ينتشر الضوء، يمكن لطبقة رقيقة من مادة خارقة حول جسم ما أن تجعله غير مرئي بشكل أساسي في ظل مجموعة من ظروف الإضاءة.

### التمويه النشط

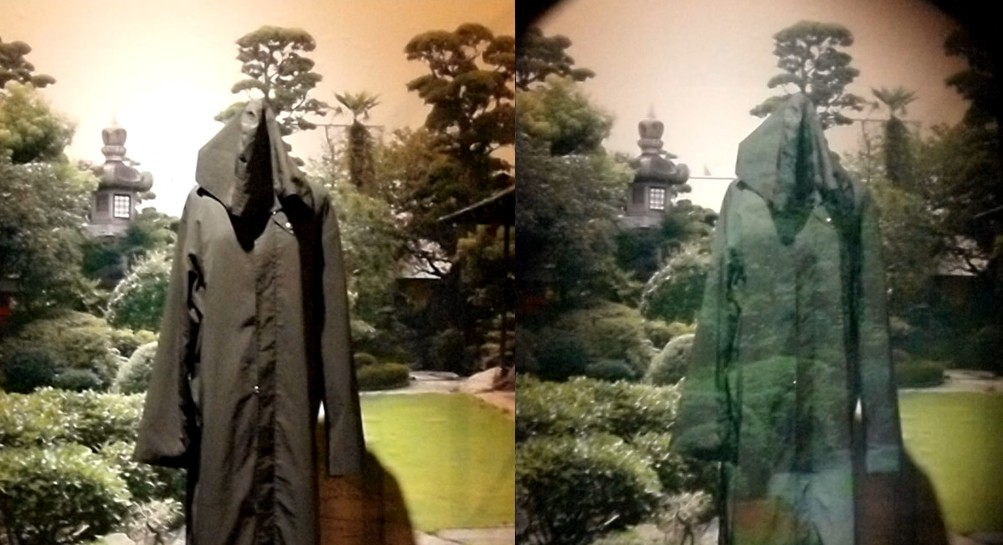
معطف باستخدام التمويه البصري بواسطة سوسومو تاشي. على اليسار: المعطف الذي يُرى بدون جهاز خاص. إلى اليمين: نفس الغلاف الذي شوهد من خلال جزء جهاز العرض نصف المرآة من تقنية الإسقاط العاكسة الرجعية.

التمويه النشط (أو التمويه التكيفي) عبارة عن مجموعة من تقنيات التمويه التي من شأنها أن تسمح لجسم ما (عادة ما يكون عسكرياً بطبيعته) بالاندماج في محيطه باستخدام الألواح أو الطلاءات القادرة على تغيير اللون أو اللمعان. يمكن النظر إلى التمويه النشط على أنه يمتلك القدرة على أن يصبح مثاليًا في فن تمويه الأشياء من الاكتشاف البصري.
التمويه البصري هو نوع من التمويه النشط الذي يرتدي فيه المرء قماشاً به صورة للمشهد خلف مرتديه مباشرة، بحيث يبدو مرتديه غير مرئي. يتمثل العيب في هذا النظام في أنه عندما يتحرك مرتدي العباءة، غالباً ما يحدث تشوه مرئي لأن النسيج يواكب حركة الجسم. المفهوم موجود الآن فقط من الناحية النظرية وفي النماذج الأولية لإثبات المفهوم، على الرغم من أن العديد من الخبراء يعتبرونه ممكناً تقنياً. أفيد بأن الجيش البريطاني اختبر دبابة غير مرئية.

### التمويه بالبلازما
تمتص البلازما عند نطاقات كثافة معينة نطاقات معينة من موجات النطاق العريض، مما يجعل الجسم غير مرئي على الأرجح. مع ذلك، فإن إنتاج البلازما في الهواء مكلف للغاية والبديل العلمي هو إنتاج البلازما بين الأغشية الرقيقة بدلاً من ذلك. يتابع مركز المعلومات الفنية أيضاً الأبحاث حول تقنيات آر سي إس (بالإنجليزية:RSC) لتقليل البلازما. سُجلت براءة اختراع جهاز إخفاء البلازما في عام 1991.

### ميتا سكرين
النموذج الأولي لـ ميتا سكرين هو جهاز إخفاء مزعوم، يبلغ سمكه بضعة ميكرومترات يمكنه إلى حد ما إخفاء الكائنات ثلاثية الأبعاد من الموجات الدقيقة بيئتها الطبيعية، في مواقعها الطبيعية، في جميع الاتجاهات، ومن جميع مواقع المراقب. جرى إعداده في جامعة تكساس، أوستن من قبل البروفيسور أندريا آلو.
يتكون ميتا سكرين من فيلم بولي كربونات بسماكة 66 ميكرومترًا يدعم ترتيباً من 20 ميكرومتراً من الشرائط النحاسية السميكة التي تشبه شبكة الصيد. في التجربة، عندما ضُرب ميتا سكرين بواسطة موجات ميكروويف 3.6 جيجا هرتز، إنه يعيد إشعاع الموجات الدقيقة من نفس التردد التي كانت خارج الطور، وبالتالي تلغى انعكاسات الكائن المخفي. ألغى الجهاز فقط نثر الموجات الدقيقة من الدرجة الأولى. نشر نفس الباحثين ورقة بحثية عن إخفاء البلازما في العام السابق.